# Награда Друштва филмских критичара на мрежи за најбољу главну женску улогу

## Добитнице

### 1990-е
- 1997: Џуди Денч

за улогу Краљице Викторије у филму Госпођа Браун
- 1998: Кејт Бланчет

за улогу Краљице Елзабете I у филму Елизабета
- 1999: Рис Видерспун

за улогу „Трејси Флик“ у филму Избор

### 2000-е
- 2000: Елен Берстин

за улогу „Саре Голдфарб“ у филму Реквијем за сан
- 2001: Наоми Вотс

за улогу „Бети Елмс/Дајен Селвин“ у филму Булевар злочина
- 2002: Џулијен Мур

за улогу „Кати Витакер“ у филму Далеко од раја
- 2003: Наоми Вотс

за улогу „Кристине Пек“ у филму 21 грам
- 2004: Кејт Винслет

за улогу „Клементина Кручински“ у филму Вечни сјај беспрекорног ума
- 2005: Рис Видерспун

за улогу Џун Картер Кеш у филму Ход по ивици
- 2006: Хелен Мирен

за улогу Краљице Елизабете II у филму Краљица
- 2007: Џули Кристи

за улогу „Фионе Андерсон“ у филму Далеко од ње
- 2008: Мишел Вилијамс

за улогу „Венди Керол“ у филму Венди и Луси
- 2009: Мелани Лоран

за улогу „Шошане Драјфус“ у филму Проклетници

### 2010-е
- 2010: Натали Портман

за улогу „Нине Сајерс“ у филму Црни лабуд
- 2011: Тилда Свинтон

за улогу „Еве Качадуријан“ у филму Морамо да разговарамо о Кевину
- 2012: Џесика Честејн

за улогу „Маје“ у филму 00:30 – Тајна операција